# Kennzeichnungspflicht für Polizisten

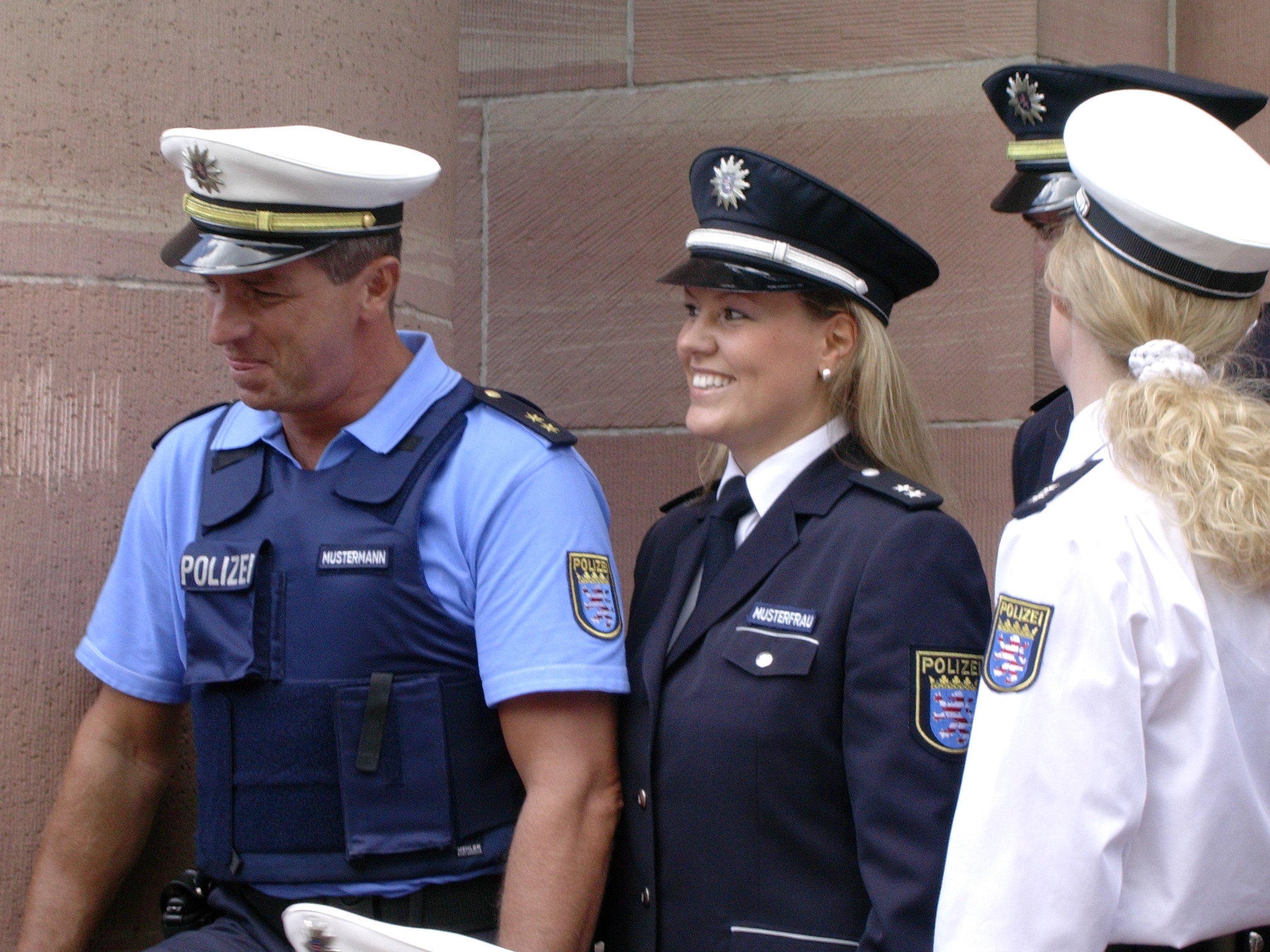
Polizeiuniform-Modelle für das deutsche Bundesland Hessen mit Kennzeichnungsmöglichkeit

Eine Kennzeichnungspflicht von Polizisten soll die Identifizierbarkeit einzelner Polizisten im Einsatz – auch in geschlossenen Einheiten – gewährleisten. Sie ist zu unterscheiden von der Pflicht, einen Dienstausweis bei sich zu tragen und diesen auf Wunsch vorzuzeigen.
In Deutschland besteht für Polizeibeamte im Bundesdienst keine Kennzeichnungspflicht. In neun von 16 Bundesländern wurde in den vergangenen Jahren die Kennzeichnungspflicht eingeführt. Das Land Nordrhein-Westfalen hat diese allerdings Ende 2017 wieder abgeschafft. Bei Einsätzen von Polizeibeamten der Bundespolizei und der Landespolizeien in geschlossenen Einheiten, beispielsweise im Rahmen von Demonstrationen, ist der Einsatzanzug frei von namentlicher Kennzeichnung. Allerdings tragen Polizeibeamte bei solchen Einsätzen Kennzeichen, die eine Identifikation des Zuges (ca. 10 Polizeibeamte), dem der Beamte angehört, zulassen.
In den meisten europäischen Ländern gibt es eine Kennzeichnungspflicht für Polizisten.

## Gründe
Befürworter der Kennzeichnungspflicht führen an, dass die Aufklärung von unrechtmäßiger Polizeigewalt durch Polizeikräfte durch eine individuelle Kennzeichnung erleichtert werde. Dadurch werde auch Gewalt vorgebeugt und das Vertrauen in die Polizei gestärkt. Die Kennzeichnungspflicht zählt zu den Forderungen der Bundesarbeitsgemeinschaft kritischer Polizistinnen und Polizisten/Hamburger Signal, die sich nach den Ereignissen im Hamburger Kessel als Berufsverband gegründet hatte.
Zu den Gegnern der Kennzeichnungspflicht gehören in Deutschland unter anderem die Gewerkschaft der Polizei und die Deutsche Polizeigewerkschaft. Die GdP spricht von einem „Kontrollwahn gegen die Polizisten“, die Deutsche Polizeigewerkschaft befürchtet eine Zunahme von „willkürlichen Vorwürfen“ gegen Polizeibeamte, ohne dies zu belegen. In keinem europäischen Land, das eine Kennzeichnungspflicht eingeführt hat, wurde allerdings seitdem ein nennenswerter Anstieg solcher Anschuldigungen verzeichnet. Im November 2017 kritisierte der Europäische Gerichtshof für Menschenrechte die fehlende Kennzeichnung von maskierten Polizeibeamten.

## Formen der Umsetzung
Zur öffentlich sichtbaren Kennzeichnung gibt es bisher zwei Möglichkeiten:
1. Namensschilder
2. individuelle, aber anonymisierte Nummern

In manchen Staaten wie zum Beispiel Frankreich existieren ausführliche Formen der Kennzeichnung über eine Identifikationskarte aus Kunststoff mit Namen, Identifikationsnummer, Dienstgrad und Dienstadresse.
Die erforderliche Art der Kennzeichnung wird oft von der Art des Einsatzes abhängig gemacht: Hierbei unterscheidet man Streifendienste, Einsätze in Einheiten und Verdeckte Ermittler. Ferner bestehen in den Staaten jeweils verschiedene Polizeien wie die städtische, regionale und nationale Polizei.
In den meisten Ländern, in denen eine Kennzeichnungspflicht besteht, sind Ausnahmeregelungen vorgesehen, nach denen in bestimmten Situationen die individuelle Kennzeichnung reduziert oder weggelassen werden kann. Dazu gehören Einsätze in Zivilkleidung und verdeckte Ermittlungen sowie Einsätze, bei denen eine Gefährdung der Sicherheit der Polizisten befürchtet werden muss. Speziell in Estland können Polizisten auf das Tragen des Namensschilds (nicht aber auf die Identifikationsnummer) in Situationen verzichten, die sie oder ihre Familie gefährden könnte. In einigen Ländern sind Polizisten bei Einsätzen in geschlossenen Einheiten von der Kennzeichnungspflicht ausgenommen.

## Deutschland
Erste Kennzeichnungen sind aus Berlin 1848 überliefert, die Anfang des 20. Jahrhunderts aufgegeben wurde.
In der zweiten Hälfte des 20. Jahrhunderts waren zunächst Landesverbände der Humanistischen Union um eine Kennzeichnungspflicht von Polizisten in den Ländern bemüht.
Die deutsche Sektion von Amnesty International fordert aktuell eine allgemeine Kennzeichnungspflicht in der Kampagne Mehr Verantwortung bei der Polizei.
Die Diskussionen um Gewaltanwendung seitens der Polizei bei den Demonstrationen gegen das Projekt Stuttgart 21 im Jahre 2010 und gegen die Atommülltransporte ins Brennelemente-Zwischenlager Gorleben verstärkten auch in anderen Bundesländern die Forderung nach einer Kennzeichnungspflicht.
Bisher gibt es in der Bundesrepublik Deutschland eine Kennzeichnungspflicht für Polizisten in Berlin, Brandenburg, Bremen, Hessen, Mecklenburg-Vorpommern, Rheinland-Pfalz, Sachsen, Sachsen-Anhalt, Schleswig-Holstein und Thüringen. In Hamburg ist das Tragen von Namensschildern vorgesehen, jedoch nicht für alle Polizeibeamte verpflichtend. In Nordrhein-Westfalen, Baden-Württemberg, Bayern, Niedersachsen, Saarland sowie bei der Bundespolizei existiert keine Kennzeichnungspflicht.

### Baden-Württemberg
Die Polizei in Tübingen reagierte 1978 auf die Debatte mit einer Kennzeichnung der Polizisten im Verkehrsdienst. Bündnis 90/Die Grünen und die SPD vereinbarten 2011 in ihrem Koalitionsvertrag die Einführung einer individualisierten anonymisierten Kennzeichnung von Polizisten bei Großveranstaltungen. Im Dezember 2014 kündigte Innenminister Reinhold Gall die Einführung der Kennzeichnungspflicht im Jahr 2015 an. Im November 2015 wurde bekannt gegeben, dass die Kennzeichnungspflicht nicht vor der nächsten Wahl eingeführt wird. Im Juni 2023 beschloss der Landtag mit den Stimmen von Grünen, CDU und SPD eine Kennzeichungspflicht für geschlossene Einheiten und Einsatzhundertschaften. Beamte erhalten je drei fünfstellige Nummern, aus denen sie für jeden Einsatz eine wählen.

### Bayern
Die Fraktionen Bündnis 90/Die Grünen Bayern und die SPD Bayern im Bayerischen Landtag setzen sich für eine Kennzeichnungspflicht ein.

### Berlin
Im Jahr 1848 ordnete der Berliner Generalpolizeidirektor Karl Ludwig Friedrich von Hinckeldey die Nummerierung von Polizeivollzugsbeamten der Königlichen Schutzmannschaft zu Berlin an. Diese wurden auf den Zylindern getragen, die Teil der Uniform waren. Nachdem der Zylinder 1852 durch einen Helm ersetzt worden war, befand sich zunächst eine deutlich kleinere Nummer auf der Schulterklappe und wurde Anfang des 20. Jahrhunderts abgeschafft.
Im Jahr 1978 forderte dann auch die FDP im Abgeordnetenhaus von Berlin eine Kennzeichnungspflicht, zunächst für Kontaktbereichsbeamte und konnte das Thema nach der Wahl zum Abgeordnetenhaus von Berlin 1979 in die Koalitionsvereinbarungen mit der SPD einbringen. Nach Protesten der Polizeigewerkschaft und Rücktrittsandrohungen des damaligen Polizeipräsidenten Klaus Hübner wurde jedoch keine Kennzeichnung eingeführt.
Am 12. Oktober 1984 stellte die Alternative Liste im Berliner Abgeordnetenhaus erfolglos einen Antrag zur Kennzeichnungspflicht von Polizisten. Dieter Kunzelmann begründete den Antrag im Plenum und trug dabei als Anspielung auf Hinckeldey eine Polizeiuniform aus der Mitte des 17. Jahrhunderts. 2002 einigten sich SPD und PDS im Koalitionsvertrag auf die Einführung einer Kennzeichnungspflicht. Nach Protesten der Polizeigewerkschaft wurde jedoch nur die freiwillige Nummerierung eingeführt.
Die Übergriffe eines Polizisten gegen einen Demonstranten auf der Freiheit-statt-Angst-Demonstration im Jahr 2009 lösten in Berlin heftige Diskussionen aus, die schließlich die Einführung einer Kennzeichnungspflicht in Berlin beförderten. Innensenator Ehrhart Körting führte schließlich zum 25. Juli 2011 die Kennzeichnungspflicht als polizeiinterne Dienstanweisung ein. Für die Beamten besteht seitdem die Wahl zwischen dem Tragen eines Namens- oder eines Nummernschildes. Die Beamten des Spezialeinsatzkommandos sind bereits seit November 2007 durch eine individuelle Nummer gekennzeichnet, nachdem bei einer Razzia mindestens 21 Personen verletzt wurden, jedoch keiner der beteiligten Polizisten ermittelt werden konnte. Im November 2011 unterlag der Gesamtpersonalrat der Polizei vor dem Berliner Verwaltungsgericht. Er hatte gegen die Kennzeichnungspflicht geklagt, weil es keine Mitbestimmung gegeben habe. Ein Mitbestimmungsrecht wurde hier vom Gericht nicht erkannt.
Derzeit gilt jedoch, dass die Berliner Bereitschaftspolizisten von der individuellen Kennzeichnung explizit ausgeschlossen sind. Hierzu erklärt Innensenator Ehrhart Körting 2011: „Die Bereitschaftspolizei hat jetzt aus taktischen Gründen eine Kennzeichnung mit vier Ziffern. Der Vorschlag des Polizeipräsidenten beinhaltet, dass künftig eine taktische Kennzeichnung entweder mit fünf Ziffern oder mit vier Ziffern und einem Buchstaben erfolgen soll, wobei diese dann nicht auf eine einzelne Person fixiert sind, sondern jeweils auf die Zusammensetzung der Gruppe. Insofern kann durchaus ein Wechsel stattfinden. Da halte ich das auch für vernünftig.“
Die Linke Berlin kritisiert, dass das Land Berlin keine Kennzeichnungsvorschriften für externe Polizisten vorschreibt, soweit sie in Berlin, zum Beispiel bei Demonstrationen, ihren Dienst tun. In Form einer Kleinen Anfrage ließen die Abgeordneten Marion Seelig und Udo Wolf 2013 feststellen, dass sich prognostizierte Probleme des Innensenators Frank Henkel nach Einführung der Kennzeichnungspflicht nicht bewahrheitet hatten.

### Brandenburg
Als erstes Bundesland hat Brandenburg eine Kennzeichnungspflicht von Polizisten gesetzlich geregelt (GVBl. I, 10. Juni 2011, Nr. 10). Der Gesetzentwurf war ursprünglich von der CDU eingebracht worden, hatte dann aber eine breite Mehrheit gefunden. Danach heißt es in § 9 Abs. 2 des Brandenburgischen Polizeigesetzes: „Polizeivollzugsbedienstete tragen bei Amtshandlungen an ihrer Dienstkleidung ein Namensschild. Das Namensschild wird beim Einsatz geschlossener Einheiten durch eine zur nachträglichen Identitätsfeststellung geeignete Kennzeichnung ersetzt“. Diese Regelung gilt seit dem 1. Januar 2013. Die Humanistische Union hat diese Regelung begrüßt, auch wenn sie sich für eine noch weiter gehende Regelung eingesetzt hatte.
Im September 2018 entschied das Oberverwaltungsgericht Berlin-Brandenburg, dass die Brandenburger Regelung zur Polizeikennzeichnung rechtmäßig sei. Geklagt hatten zwei Polizeibeamte aus Brandenburg, die eine Befreiung von der Kennzeichnungspflicht erreichen wollten. Das Bundesverwaltungsgericht bestätigte die Entscheidung im September 2019. Der Eingriff in das Recht auf informationelle Selbstbestimmung der Polizisten sei durch die Stärkung der Bürgernähe und der Transparenz der Polizeiarbeit sowie durch die erleichterte Aufklärung von Straftaten und Dienstvergehen gerechtfertigt.

### Bremen
Im Koalitionsvertrag für die Wahlperiode 2011 bis 2015, der am 28. Juni 2011 zwischen SPD und Grünen geschlossen wurde, heißt es: „Wir werden eine individualisierte anonymisierte Kennzeichnung der Polizei für sog. ‚Großlagen‘ einführen, unter strikter Wahrung des Rechts auf informationelle Selbstbestimmung der Polizistinnen und Polizisten“. Im Juni 2014 entschied sich die Einigungsstelle für die Einführung der Kennzeichnungspflicht.

### Hamburg
Als Reaktion auf den G20-Gipfel in Hamburg 2017 kündigte Innensenator Andy Grote am 23. Juni 2018 an, ab 2019 eine individuelle sechsstellige Zahl als Kennzeichnung auf den Polizeiuniformen einzuführen. Im Juli 2019 legte der Senat der Bürgerschaft einen entsprechenden Gesetzentwurf vor, der eine anonymisierte individuelle Kennzeichnung der Landesbereitschaftspolizei in geschlossenen Einheiten vorsieht. Am 23. Oktober 2019 nahm die Bürgerschaft den Gesetzentwurf in 1. und 2. Lesung mit den Stimmen von SPD, Grünen und FDP an. Die Regelung sollte zunächst erprobt werden und war anfangs bis Ende 2021 befristet. Im Dezember 2021 entschied die Bürgerschaft, diese Befristung aufzuheben und das Gesetz dauerhaft fortzuführen.

### Hessen
In Hessen gilt die Verpflichtung zum Tragen eines Namensschildes schon seit 2008, aber mit Ausnahmen und nicht für geschlossene Einsätze. Nach der Landtagswahl in Hessen 2013 wurde im Rahmen von Koalitionsverhandlungen zwischen CDU und Grünen vereinbart, die Pflicht zum Tragen eines Schildes mit Name oder einer Nummer einzuführen. Im Dezember 2014 wurde die Einführung der Kennzeichnungspflicht mit drei austauschbaren Nummern beschlossen. Im Juli 2016 zog das Hessische Innenministerium eine positive Bilanz. So hätte es keine Probleme hinsichtlich Schutz oder Anonymität der Beamten gegeben, die rund um die Proteste gegen die Eröffnung des Neubaus der Europäischen Zentralbank im Einsatz waren. Auch sei die Anzahl der Anzeigen gegen Polizisten rückläufig.

### Mecklenburg-Vorpommern
In Mecklenburg-Vorpommern sind die Grünen mit einem entsprechenden Antrag am 16. Oktober 2014 im Landtag gescheitert. Obwohl auch die Regierungspartei SPD auf Vorteile der Kennzeichnungspflicht verwies, stimmte sie gegen einen Antrag der oppositionellen Grünen-Fraktion. Nach der Landtagswahl in Mecklenburg-Vorpommern 2016 einigte sich die Regierungskoalition aus SPD und CDU in ihrem Koalitionsvertrag auf die Einführung der Kennzeichnungspflicht. Die Kennzeichnungspflicht wurde zum 1. Januar 2018 mit einer Verwaltungsvorschrift eingeführt.

### Niedersachsen
Von der Linken wurde Mitte März 2010 ein entsprechender Antrag im Niedersächsischen Landtag eingebracht, jedoch von der CDU-Fraktion abgelehnt. Im Rahmen der Koalitionsverhandlungen nach der Landtagswahl in Niedersachsen 2013 nahmen die SPD und die Grünen als eines ihrer Ziele „eine individualisierte, anonymisierte Kennzeichnung der Polizei bei geschlossenen Einsätzen“ in ihre Koalitionsvereinbarung auf.

### Nordrhein-Westfalen
Nach Ende des Zweiten Weltkrieges befand sich während der britischen Besatzung die Dienstnummer der Polizisten im Rheinland am Kragenspiegel der Uniformjacke. 2016 wurde durch eine Änderung des Polizeigesetzes die Kennzeichnungspflicht eingeführt. Am 13. Juli 2017 beauftragte der NRW-Landtag mit den Stimmen von CDU, FDP und AfD die Landesregierung, einen Gesetzentwurf zur Abschaffung der Kennzeichnungspflicht für Polizisten in Nordrhein-Westfalen auszuarbeiten. Am 11. Oktober stimmten CDU, FDP und AfD gemeinsam für eine Abschaffung der Kennzeichnungspflicht. Die Opposition sprach von einem „schwarzen Tag für Bürgerrechte“.

### Rheinland-Pfalz
Die Kennzeichnungspflicht ist im Koalitionsvertrag der rot-grünen Landesregierung festgeschrieben. Ab 1. Januar 2014 wird die Kennzeichnung der Polizei umgesetzt. Dafür soll eine zentrale Datei ins Leben gerufen werden, um Ausgabe und Verwaltung der Nummern zu gewährleisten. Jeder Polizist soll eine von insgesamt drei Nummern tragen. Damit sollen diese im Zweifelsfall identifiziert werden, aber nicht sofort namentlich zugeordnet werden können. Am 31. August 2014 trugen Polizeieinheiten das erste Mal die Uniformen mit Kennzeichnung.

### Sachsen
In Sachsen verabschiedete der sächsische Landtag das „Gesetz zur Stärkung der Verfassungstreue im öffentlichen Dienst“. Unter anderem verpflichtet es uniformierte Polizeibedienstete seit dem 1. Mai 2024, eine individualisierte Kennzeichnung zu tragen.

### Sachsen-Anhalt
Die SPD Sachsen-Anhalt beriet als Fraktion des Landtages Sachsen-Anhalt im August 2011 eine Kennzeichnungspflicht für Polizisten. Anfang 2013 sprach sich Rüdiger Erben (SPD) für eine Kennzeichnungspflicht aus, nachdem ein Mitgliederentscheid in diese Richtung entschieden worden war. Sachsen-Anhalts Innenminister Holger Stahlknecht (CDU) führte gegen den Willen seiner Fraktion die Kennzeichnungspflicht im Büro und beim Streifendienst ein. Sie gilt seit dem 1. April 2012. Eine Kennzeichnungspflicht bei Demonstrationen lehnte er ab. Zu einem Fall, bei dem ein Demonstrant durch einen Polizisten schwer verletzt wurde, sagte der sachsen-anhaltische CDU-Innenexperte Jens Kolze, „man müsse als Demokrat damit leben, dass nicht alle Straftaten aufgeklärt werden könnten.“ Nach der Landtagswahl in Sachsen-Anhalt 2016 vereinbarte die Regierungskoalition aus CDU, SPD und Grünen in ihrem Koalitionsvertrag eine Ausweitung der Kennzeichnungspflicht auf Polizisten in Hundertschaften. Am 20. Juni 2017 stimmte der Landtag für die Einführung der Kennzeichnungspflicht.

### Schleswig-Holstein
Die Kennzeichnung von Polizeivollzugsbeamtinnen (PVB) in Schleswig-Holstein ist derzeit (Stand 15. November 2023) durch einen Erlass vom 16. April 2018 geregelt, dieser verweist auf die Anlagen des Erlasses vom 7. Dezember 2012,
womit 2012 die Individual-Kennzeichnung in geschlossenen Einheiten eingeführt worden war.
Nach erfolgreicher Beschaffung der Kennzeichnungen wurde deren Tragen ab 1. Oktober 2013 verpflichtend.
Davor galt ein Erlass vom 2. März 2011 und weitere ältere Erlasse.
Dem schleswig-holsteinischen Landtag lag ein Gesetzesentwurf vor, eine Kennzeichnungspflicht in das Landesverwaltungsgesetz (Schleswig-Holstein) aufzunehmen. Zum Entwurf antworteten auch die Kritischen Polizisten mit einer Stellungnahme. Der Entwurf wurde abgelehnt. Im Dezember 2012 trat stattdessen ein Erlass zur Kennzeichnungspflicht in Kraft.

### Thüringen
Im Mai 2017 führte die Regierungskoalition aus Linken, SPD und Grünen die Kennzeichnungspflicht für Polizisten ein.

## Andere Staaten
In den meisten Ländern der Europäischen Union existiert eine Kennzeichnungspflicht von Polizeibeamten durch ein Namensschild oder durch eine Identifikationsnummer.
| Staat                  | Kennzeichnung                            | Beschreibung |
| ---------------------- | ---------------------------------------- | --- |
| Belgien                | Polizei (Belgien) Pflicht                | Nach dem Polizeirecht besteht eine Kennzeichnungspflicht für Polizeibeamte. Die Beamten tragen auf Brusthöhe ihrer Uniform ein Namensschild. Auf dem sind ihr Familienname, ihre Dienstbezeichnung, ihre Dienststelle und ihr Dienstgrad als Symbol (z. B. als Stern) vermerkt. Bei besonderen Einsätzen kann sich der Polizeibeamte dafür entscheiden, das Namensschild durch ein Schild mit mehreren Zahlen zu ersetzen, die mit dem Einsatz verbunden wird. Diese Zahl wird aus fünf Zahlen zusammengesetzt und ist auf die Identifikationsnummer des Polizeibeamten zurückzuführen. Zusätzlich führen die Polizeibeamten einen Dienstausweis mit sich, auf dem ihr Vor- und Zuname, ein Bild, eine Identifikationsnummer, das Polizeilogo und die Nationalflagge abgedruckt sind. Die Worte „Polizei“ und „Königreich Belgien“ sind in den drei offiziellen Amtssprachen (Niederländisch, Französisch, Deutsch) abgedruckt. Die Kennzeichnungspflicht gilt für alle Einheiten der belgischen Polizei. |
| Dänemark               | Polizei (Dänemark) Pflicht               | Die Kennzeichnungspflicht für Polizeibeamte wurde im Jahr 2016 eingeführt. Die Identifikationsnummer besteht aus einem Buchstaben und vier Ziffern und wird an der Uniform getragen. Bei neuen Uniformen befindet sich die Identifikationsnummer auf der rechten Vorderseite, bei älteren Uniformen muss die Befestigung an den Schulterstücken erfolgen. Die Beamten sind im Dienst verpflichtet, ihren Dienstausweis mit sich zu führen, durch den eine gezielte Identifikation möglich ist. Diese Mitführungspflicht besteht generell, eine Ausnahmeregelung gibt es nicht. |
| Estland                | Polizei (Estland) Pflicht                | Nach dem Polizeirecht sind die Beamten verpflichtet, an ihrer Uniform ein Etikett mit ihrem vollständigen Namen oder interner Identifikationsnummer zu tragen. Die farbigen Kennmarken sind in der Regel 3 cm hoch und 9 cm breit, der Name oder die Zahlenkombination ist 1 cm groß und silberfarben. In Situationen, in denen die Sicherheit der Beamten und/oder ihrer Familien gefährdet werde könnte, können die Beamten davon absehen, das Namensetikett zu tragen. Die Verpflichtung zum Tragen der Identifikationsnummer bleibt jedoch bestehen. Die Kennzeichnungspflicht gilt für alle Polizeibeamten ohne eine Differenzierung nach Diensträngen oder Einheiten. |
| Finnland               | Polizei (Finnland) Pflicht               | Die Kennzeichnungspflicht für Polizeibeamte wurde im Jahr 2014 eingeführt. Die Polizeibeamten sind verpflichtet, ein Namensschild zu tragen, das mindestens den Nachnamen enthält. Das Schild ist mindestens 8 cm breit und 2,5 cm hoch und hat einen hellen Schriftzug. Bei besonderen Polizeieinsätzen kann auch ein Schild mit einer Identifikationsnummer gewählt werden. Im Rahmen von verdeckten Operationen zeigt der Beamte seine Identifikationskarte erst nach Durchführung des Einsatzes vor. Der Einsatz in geschlossenen Einheiten zählt nach finnischem Recht ebenfalls zu den verdeckten Operationen, so dass die Beamten nicht verpflichtet sind, ihre Identität preiszugeben. |
| Frankreich             | Polizei (Frankreich) Pflicht             | Seit dem 1. Januar 2014 ist es für die Polizeibeamten der Nationalpolizei und der Gendarmerie Pflicht, eine Identifikationsnummer zu tragen. Diese muss sichtbar an Arm oder Brust getragen werden. Die Polizeibeamten sind verpflichtet, im Dienst eine Identifikationskarte bei sich zu tragen, auf der ein Lichtbild und alle relevanten Daten zu ihrer Identität ersichtlich sind. Von der Verpflichtung zum Tragen einer Identifikationsnummer sind Polizeibeamte des Inlandsgeheimdienstes der französischen Regierung, Sicherheitspersonal der französischen Auslandsvertretungen und Polizeibeamte, die bei Zeremonien oder Gedenkfeiern ihren Ehrenanzug tragen, befreit. |
| Griechenland           | Polizei (Griechenland) Pflicht           | Die Polizeibeamten sind verpflichtet, eine Identifikationsnummer auf den Schulterstücken ihrer Uniform zu tragen. Diese Regelung gilt für den Einsatz in geschlossenen Einheiten. Polizisten von speziellen Einheiten sind von der allgemeinen Verpflichtung befreit. Diese Verpflichtung entfällt auch für ranghohe Polizeibeamte. Diese sind lediglich verpflichtet, ihr Rangabzeichen zu tragen. |
| Kroatien               | Polizei (Kroatien) keine                 | Eine Kennzeichnungspflicht in Form von Namensschildern oder Identifikationsnummern auf der persönlichen Uniform besteht nicht. Stattdessen müssen die Beamten ein offizielles Polizeiabzeichen an ihrer Uniform tragen. Weiterhin führen die Beamten einen Dienstausweis mit sich, den sie auf Bitten der Bürger vorzeigen müssen. Dieser gibt Auskunft über ihren vollständigen Namen und ihre persönliche Kennnummer. |
| Italien                | Polizei (Italien) keine                  | Bei der italienischen Polizei besteht keine direkte Kennzeichnungspflicht. Als Kennzeichnung dient die Uniform, bei Polizisten in Zivilbekleidung, gilt eine Ausweispflicht. |
| Lettland               | Polizei Lettland Pflicht                 | Die Polizisten tragen im Rahmen der Kennzeichnungspflicht ein Namensschild sichtbar an der Vorderseite ihrer Uniform. Das Namensschild ist 10-15 cm lang und 2 cm hoch. Ausnahmen von der Pflicht zum dauerhaften Tragen einer Uniform und dem Namensschild können von der Leitung der Polizeibehörde festgelegt werden. |
| Litauen                | Polizei (Litauen) Pflicht                | Die Kennzeichnungspflicht für Polizeibeamte wird mithilfe eine Namensschilds sowie einerKennnummer auf Brusthöhe der Uniform umgesetzt. Diese hat je nach Dienststellenzugehörigkeit der Beamten ein unterschiedliches Layout und macht somit neben der Identifikationsnummer auch deutlich, zu welcher Polizeieinheit der Beamte gehört. Das Namensschild bzw. die Kennnummer ist 8 bis 10 cm breit und 2 cm hoch mit silberfarbenen Schriftzug. Diese Regelung gilt für die gesamte Polizei und auch für den Dienst in geschlossen Einheiten wie zum Beispiel bei emonstrationen. Eine Ausnahmeregelung besteht jedoch für Ermittlungshandlungen, verdeckte Operationen und Antiterrorbekämpfung. In diesen Fällen arbeiten die Beamten ohne namentliche oder numerische Kennzeichnung. |
| Luxemburg              | Polizei (Luxemburg) keine                | Derzeit gibt es keine Verpflichtung für Polizeibeamte zum Tragen von Identifikationsnummern auf ihren Uniformen. Aktuell befasst sich das Luxemburger Parlament mit einem Gesetzentwurf zur Regelung der Kennzeichnungspflicht von Polizeibeamten. |
| Niederlande            | Polizei (Niederlande) keine              | Bei der niederländischen Polizei sind Beamte nur verpflichtet, sich auf Wunsch auszuweisen. |
| Österreich             | Polizei (Österreich) keine               | Für die österreichische Polizei besteht keine Kennzeichnungspflicht. Polizeibeamte sind verpflichtet, auf Wunsch ihren Dienstausweis zu zeigen oder ihre Dienstnummer offenzulegen, sofern sie dies nicht bei der Erfüllung ihrer aktuellen Aufgabe behindert. |
| Polen                  | Polizei (Polen) Pflicht                  | Die Polizeibeamten sind verpflichtet, eine Identifikationsnummer sowie ein Namensschild auf der Vorderseite ihrer Uniform zu tragen. Auf dem Namensschild werden der erste Buchstabe des Vornamens und der vollständige Nachname genannt. Das Schild ist 8 cm lang und 1,3 cm hoch. Der Helm ist mit der Aufschrift „POLICJA“ („POLIZEI“) und dem Bild eines Adlers gekennzeichnet. |
| Portugal               | Polizei (Portugal) keine                 | Eine Kennzeichnungspflicht in Form von Namensetiketten oder Identifikationsnummern besteht nicht. Stattdessen führen die Beamten eine sogenannte Identifikationskarte mit sich, die Auskunft über ihren Namen gibt. Es besteht eine Ausnahmeregelung für Gefahrensituationen und den Dienst in geschlossenen Verbänden. In diesen Fällen können die Beamten eine kodierte Nummer tragen oder aber auch die Auskunft über ihre Identität verweigern. Diese Regelung gilt für die nationale Polizei, die Militärkräfte und die regionale Polizei. Die Stadtpolizei trägt lediglich ihre eigenen Polizeiwappen an der Uniform |
| Rumänien               | Polizei (Rumänien) Pflicht               | Die Polizisten tragen im Rahmen der Kennzeichnungspflicht ein Namensetikett und eine Identifikationsnummer sichtbar an ihrer Uniform. Ausnahmen gelten für Zivilstreifen, die nach speziellen gesetzlichen Vorgaben von der Kennzeichnungspflicht befreit sind und für den Einsatz in geschlossenen Einheiten, bei denen ebenfalls von der Kennzeichnungspflicht abgewichen werden kann. Diese Regelung ist gültig für die verschiedenen Einheiten der nationalen Polizei. Es liegen keine Informationen vor, ob die Kennzeichnungspflicht zu einem Anstieg unberechtigter Anschuldigungen gegen Polizeibeamte oder gar zu persönlichen Übergriffen auf diese geführt hat. |
| Schweden               | Polizei (Schweden) bedarfsweise          | Die Polizeibeamten sind generell nicht verpflichtet, ihre Identität preiszugeben oder sich in irgendeiner Weise zu kennzeichnen. Dennoch besteht die Verpflichtung, einen Dienstausweis mitzuführen, der Informationen zum Namen und einer Identifikationsnummer enthält. Der Dienstausweis ist auf Verlangen vorzuzeigen. In begründeten Ausnahmefällen kann der Polizeibeamte das Vorzeigen des Dienstausweises auch verweigern. Es ist auch möglich, dass der Beamte eine geschützte Identität erhält. Für diesen Sonderfall erhält er einen Ausweis mit einem fiktiven Namen. Tragen Polizeibeamte im Rahmen von Demonstrationen Helme und werden auf diese Weise für die Zivilbevölkerung unkenntlich, sind sie verpflichtet, einen sichtbaren Hinweis auf ihre Identität (beispielsweise ihren Dienstausweis) an ihrer Uniform zu tragen. Auch die Helme sind mit einer Ziffern- und Buchstabenkombination gekennzeichnet, um eine Identifizierung der Beamten zu ermöglichen. Die Markierung soll in schwarzer Farbe und 3 cm Höhe an Vorder- und Rückseite des Helms angebracht werden. Diese Regelung gilt für die gesamte Polizei. Es liegen keine Informationen vor, ob die Kennzeichnungspflicht zu einem Anstieg unberechtigter Anschuldigungen gegen Polizeibeamte oder gar zu persönlichen Übergriffen auf diese geführt hat. |
| Schweiz                | Polizei (Schweiz) regional               | Der Zürcher Gemeinderat beschloss 2011, dass eine sichtbare Dienstnummer der Stadtpolizei Zürich verhindern solle, dass Beamte anonym Gewalt ausüben können. |
| Slowakei               | Polizei (Slowakei) Pflicht               | Die Kennzeichnungspflicht für Polizeibeamte wird mithilfe von Namensetiketten und Identifikationsnummern, die beide von den Beamten sichtbar an der Uniform zu tragen sind, umgesetzt. Zusätzlich führen die Beamten einen Dienstausweis mit sich. Ausnahmen von der Kennzeichnungspflicht bestehen bei verdeckten Operationen der Polizei, beim Personen- oder Objektschutz oder wenn Gefahr für die öffentliche Sicherheit droht und abzuwenden ist. Der Einsatz in geschlossenen Verbänden fällt nach dem slowakischen Polizeirecht unter den Tatbestand der verdeckten Operation, somit tragen die Polizisten keine Kennzeichnungsmerkmale. Diese Regelung gilt für die gesamte Polizei. |
| Slowenien              | Polizei (Slowenien) Pflicht              | Nach dem Polizeirecht besteht eine Kennzeichnungspflicht für Polizeibeamte. Die Beamten können hier wählen, ob sie dieser Verpflichtung in Form eines Namensetiketts oder einer Identifikationsnummer nachkommen. In einem Spezialgesetz ist geregelt, unter welchen Umständen die Polizeibeamten von der Kennzeichnungspflicht befreit sind. |
| Spanien                | Polizei (Spanien) Pflicht                | In der Umsetzung zur Kennzeichnungspflicht wird unterschieden zwischen Zivilstreifen, die eine Identifikationskarte mit sich führen und den uniformierten Beamten, die eine Identifikationsnummer tragen Ausnahmen bestehen für verdeckte Ermittlungen; hier sind die Beamten von der Kennzeichnungspflicht befreit. Diese Regelung gilt für die nationale, die regionale und die Lokalpolizei. Weiterhin besteht auch keine Ausnahme von der Kennzeichnungspflicht für den Dienst in geschlossenen Verbänden. |
| Tschechien             | Polizei (Tschechien) Pflicht             | Die Kennzeichnungspflicht für Polizeibeamte wird durch eine Identifikationsnummer an der Uniform der Beamten umgesetzt. Polizeibeamte müssen auch eine Identifikationskarte, die die Identifikationsnummer enthält, mitführen und sich ggf. damit ausweisen. Diese Regelung ist für die gesamte Staatspolizei der Tschechischen Republik gültig. Eine Ausnahmereglung in Gefahrensituationen oder für den Einsatz in geschlossenen Verbänden gibt es nicht. Die Identifikationsnummer wird auf der Vorderseite der Uniform angebracht. Die Größe der Identitätsnummer hängt von der Uniform ab. |
| Ungarn                 | Polizei (Ungarn) Pflicht                 | Nach dem Polizeirecht besteht eine Kennzeichnungspflicht für Polizeibeamte. Die Polizisten tragen einen Ausweis auf der linken Vorderseite der Uniform und rechts ein Namensschild sowie den Dienstgrad. Ausnahmen sind zulässig, wenn der Erfolg des Polizeieinsatzes oder die Polizeibeamten gefährdet sind. In Fällen, in denen z. B. das Tragen einer speziellen Ausrüstung notwendig ist, wird die Ausweisnummer auf der rechten Vorderseite der Uniform getragen. Die Nummer ist 1 cm hoch und in heller Schrift. |
| Vereinigtes Königreich | Polizei (Vereinigtes Königreich) Pflicht | Die Polizisten sind verpflichtet, eine Kennzeichnung zu tragen, die ihre Identifizierung ermöglicht. Die Ausgestaltung dieser Kennzeichnungspflicht ist regional geregelt und obliegt der jeweiligen Polizeiführung. Grundsätzlich trägt jeder Polizist ein Namensetikett oder eine Identifikationsnummer und sein Rangabzeichen. Ausnahmeregelungen bestehen für verdeckte Operationen, bei denen es beispielsweise notwendig ist, dass die Polizisten Zivilkleidung tragen. |
| Vereinigte Staaten     | Polizei (Vereinigte Staaten) Pflicht     | In den Vereinigten Staaten tragen Polizeibeamte seit 1975 ein Namensschild; viele tragen zusätzlich eine Personalnummer. |
| Zypern                 | Polizei (Zypern) Pflicht                 | Für die Polizei Zyperns verpflichtet das Polizeirecht alle Polizisten zum Tragen eines Etiketts mit ihrem vollen Namen und einer Identifikationsnummer. |